# Presa de Omatako
La presa de Omatako es una  presa de terraplén de tierra a unos cien kilómetros al norte de Okahandja, en la región de Otjozondjupa de Namibia. Recibe su nombre de las Montañas Omatako, y represa el efímero río Omatako, donde Omatako significa «trasero» en oshiwambo, nombre que hace referencia a la forma de las Montañas Omatako. La presa tiene una capacidad de 43,49 millones de metros cúbicos (56.880.000 cu yd).
Terminado en 1981, se previó originalmente que formara parte del Eastern National Water Carrier, un plan para suministrar agua a la capital de Namibia, Windhoek, desde el río Okavango, a mil kilómetros al norte en la frontera con Angola. El plan nunca se completó. La presa de Omatako hoy solo contiene inundaciones y suministra agua a la presa Von Bach, esdecir, actúa como contra-embalse. Como tal, es una de las tres presas que suministran agua a la capital Windhoek.